# Piotr Warszawski
Piotr Warszawski (ur. 26 grudnia 1963 we Wrocławiu) – polski aktor teatralny i filmowy.

## Życiorys
W 1984 ukończył Studium Aktorskie przy Teatrze Dzieci Zagłębia w Będzinie. Sześć lat później ukończył studia na PWST we Wrocławiu. Występował w następujących teatrach:
- Teatr im. Aleksandra Fredry w Gnieźnie (1984–1985)[1],
- Teatr im. Juliusza Osterwy w Gorzowie Wielkopolskim (1985–1986)[1],
- Teatr Korez w Katowicach,
- Teatr Śląski (1990–1996)[1],
- Teatr Nowy w Zabrzu,
- Teatr Zagłębia w Sosnowcu,
- Gliwicki Teatr Muzyczny.

W Teatrze Telewizji wystąpił m.in. w spektaklu Puszka pandory z 1996, gdzie wcielił się w rolę policjanta.
Jego żoną była katowicka aktorka Agata Witkowska (1962–2012); mieli syna Szymona Piotra Warszawskiego (ur. 1988), również aktora.

## Filmografia
- 1992: Pamiętnik znaleziony w garbie – kierowca Antoniego
- 1992–1993: Kuchnia polska – Jacek Trawiński (odc. 4 i 5)
- 1992: 1968. Szczęśliwego Nowego Roku – Jacek Trawiński
- 1994: Zawrócony
- 1997: Historie miłosne
- 1998: Matki, żony i kochanki – pielęgniarz
- 1998: Ekstradycja 3 – agent BOR-u w Jabłonnie (odc. 2)
- 1999–2011: Klan – 2 role: inspektor Zakrzewski; agent nieruchomości
- 1999: Całe zdanie nieboszczyka – policjant
- 1999: Saga rodu Ganzegal – pisarz
- 2000: Święta wojna – Maciek (odc. 37)
- 2000–2001: Adam i Ewa – Andrzej Chrupek, dyrektor liceum
- 2001: Plebania – gangster w samochodzie (odc. 59)
- 2002–2010: Samo życie – wychowawca w domu dziecka
- 2002: Na dobre i na złe – lekarz w klinice (odc. 109)
- 2003: Pogoda na jutro – policjant sprawdzający dokumenty Cichockiego
- 2003–2011: Na Wspólnej – Marian Zieliński, kierownik sekcji piłkarskiej młodzików „Błyskawica”
- 2003: Kasia i Tomek – ochroniarz w kasynie (odc. 2, seria II)
- 2004–2012: Pierwsza miłość – 2 role: Maciej, pracownik ochrony w redakcji Radia „Styl”; prokurator oskarżający w procesie sądowym Jarosława Florczaka
- 2004: Kryminalni – specjalista policyjny (odc. 4 i 11)
- 2005: Magda M. – kierowca (odc. 8)
- 2006: Fala zbrodni – Wlad (odc. 56)
- 2006: Egzamin z życia – doktor Sadowski (odc. 56 i 62)
- 2007: Tajemnica twierdzy szyfrów – Otto Skorzeny
- 2007: Korowód – asystent na uczelni
- 2013: Głęboka woda – Nauczyciel Kuby
- 2014: Prawo Agaty – Wentzel (odc. 66 i 67)
- 2017: Pierwsza miłość – lekarz prowadzący pacjentkę Sabinę Weksler
- 2019: Lombard. Życie pod zastaw – Zbigniew, ojciec Weroniki

Źródło: Filmpolski.pl.

## Dubbing
- 1980: 12 miesięcy
- 1996: Heroes of Might and Magic II – Gallavan
- 1998: Kacper i Wendy – jeden z pomocników Desmonda Spellmana
- 2001–2007: Ach, ten Andy! – Lik
- 2002: Heroes of Might and Magic IV – mentor Waerjaka, narrator, adiutant Lysandera
- 2002: Warcraft III: Reign of Chaos – Kel’Thuzad,Medivh
- 2003: Warcraft III: The Frozen Throne – Kel’Thuzad
- 2006: Eragon
- 2006: Galactik Football – Aarch
- 2007: Złoty kompas
- 2007: Lucek i Luśka – strażnicy Teksasu – Jules
- 2007: Wiedźmin – Eskel, redański strażnik, elfi skazaniec, Hugon Berronta, dowódca Scoia’tael, Coleman
- 2007: Mass Effect – Inżynier Adams
- 2010: Hutch Miodowe Serce
- 2010: Przyjaciel świętego Mikołaja
- 2011: Kot w butach
- 2011: Wiedźmin 2: Zabójcy królów – Stennis, Sambor
- 2012: Hotel Transylwania – Frankenstein
- 2012:  Diablo III – Iben Fahd
- 2013: Might & Magic: Heroes VI - Cienie mroku – Jangbu
- 2013: Randy Cunningham: Nastoletni ninja – dyrektor Slimovitz
- 2015: The Order: 1886 – Alastair D’Argyll, sir Lucan
- 2015: Wiedźmin 3: Dziki Gon – Eskel, Nithral
- 2016: Battlefield 1 – Spiker (męski)
- 2017: League of Legends – Ornn

## Nagrody i odznaczenia
- Nagroda Artystyczna Wojewody Katowickiego dla Młodych Twórców (1994)
- Złota Maska (1997)